# Mario Stanić
Mario Stanić (Sarajevo, 10 de Abril de 1972) é um ex-futebolista croata nascido na atual Bósnia-Herzegovina e que atuava como meia.

## Carreira
Em 16 anos como jogador de futebol, Stanić iniciou a carreira com apenas 16 anos de idade, no Željezničar. Jogou pelo clube até 1992, ano em que a Bósnia e Herzegovina tornou-se um país independente. Jogou também por Croatia Zagreb (onde foi campeão nacional em 1992-93), Sporting de Gijón, Benfica, Club Brugge e Parma.
No Chelsea, o meia-atacante destacou-se por um gol marcado contra o West Ham United, num chute a 32 metros de distância. Uma grave lesão no joelho forçou a aposentadoria de Stanić, em 2004.

## Seleções
Em 1991, Stanić chegou a defender a Seleção Iugoslava (então unificada) em 2 jogos. Com a dissolução do país, ele optou em jogar pela Croácia, pela qual fez sua estreia em 1995. A primeira competição que disputou foi a Eurocopa de 1996.
Convocado para a Copa de 1998, entrou para a história do futebol croata ao marcar o primeiro gol do país na competição, contra a também estreante Jamaica.
Participou também da Copa de 2002, mas a Croácia não repetiu o desempenho de 1998 e caiu na primeira fase. A última partida foi em abril de 2003, contra a Suécia. Pela seleção, foram 49 jogos e 7 gols marcados. Chegou também a disputar 2 partidas pela equipe sub-21 em 1993, com um gol marcado.

## Títulos
GNK Dinamo Zagreb:
- Campeonato Croata: 1992–93

Club Brugge:
- Campeonato Belga: 1995–96
- Copa da Bélgica: 1995–96

Parma:
- Copa da UEFA: 1998–99
- Copa da Itália: 1998–99

Chelsea:
- Supercopa da Inglaterra: 2000

## Ligações exrternas
- Mario Stanić em National-Football-Teams.com